# Bob Will
Robert "Bob" Ide Will, né le 20 avril 1925 à Seattle et mort le 14 octobre 2019, est un rameur d'aviron américain. 

## Carrière
Bob Will a participé aux Jeux olympiques de 1948 à Londres. Il a remporté la médaille d'or en quatre avec barreur, avec Warren Westlund, Bob Martin, Allan Morgan et Gordy Giovanelli.